# Heinz Fiermann
Heinz Fiermann (geboren vor 1905, gestorben im 20. Jahrhundert) war ein deutscher Zeichner, und Grafiker sowie Buch- und Exlibris-Künstler. Einer seiner Wirkungsorte war Hannover.

## Bekannte Werke (Auswahl)
Exlibris:
- Exlibris für Hans Jünke, Klischeedruck, circa 10,3 × 7,5 cm, um 1905[1]
- eigenes Exlibris mit der Künstlersignatur aus den zusammengesetzten Buchstaben HF als Monogramm[4]
- Die Freundschaft zweier Männer darstellendes Exlibris für Hans Kalbe mit dem Sinnspruch „Die Treue, sie ist doch kein leerer Wahn“[5]

Illustrationen:
- Jack London: Wenn die Natur ruft, autorisierte deutsche Übersetzung von Lisa Löns, mit Illustrationen von Charles Livingston Bull und Philip R. Goodwin, Kopfleisten von Heinz Fiermann, Hannover: Adolf Sponholtz Verlag, G.m.b.H., 1907[6]
- Wilhelm Keetz: De Schult von Strachau. 'ne Geschicht ut de Franzosentiet, Umschlagzeichnung und Buchschmuck von Heinz Fiermann, 1. Auflage, Hannover: Adolf Sponholtz Verlag, 1907[2]
- Diedrich Speckmann: Heidjers Heimkehr. Eine Erzählung aus der Lüneburger Heide, mit Buchschmuck von H. Fiermann, Feldausgabe, 57.–58. Tausend, Berlin: Warneck, 1915[3]